# Ordonnaz
Ordonnaz ist eine französische Gemeinde mit 146 Einwohnern (Stand: 1. Januar 2022) im Département Ain in der Region Auvergne-Rhône-Alpes. Sie gehört zum Arrondissement Belley und zum Kanton Lagnieu.

## Geografie
Die Gemeinde Ordonnaz liegt etwa 18 Kilometer nordwestlich von Belley in der Landschaft Bugey, auf einem Hochplateau über der Schlucht des Furans. Im Süden des Skiortes Ordonnaz befindet sich der Gipfel des Pré Louis, mit 1185 m der höchste Punkt im Gemeindegebiet. Umgeben wird Ordonnaz von den Nachbargemeinden von Arandas im Norden, La Burbanche im Nordosten und Osten, Cheignieu-la-Balme im Osten und Südosten, Innimond im Süden, Lompnas im Südwesten, Bénonces im Westen sowie Conand im Nordwesten.

## Bevölkerungsentwicklung
| Jahr                       | 1962 | 1968 | 1975 | 1982 | 1990 | 1999 | 2006 | 2012 | 2021 |
| Einwohner                  | 216  | 191  | 143  | 116  | 115  | 120  | 131  | 153  | 141  |
| Quellen: Cassini und INSEE |      |      |      |      |      |      |      |      |      |

## Sehenswürdigkeiten

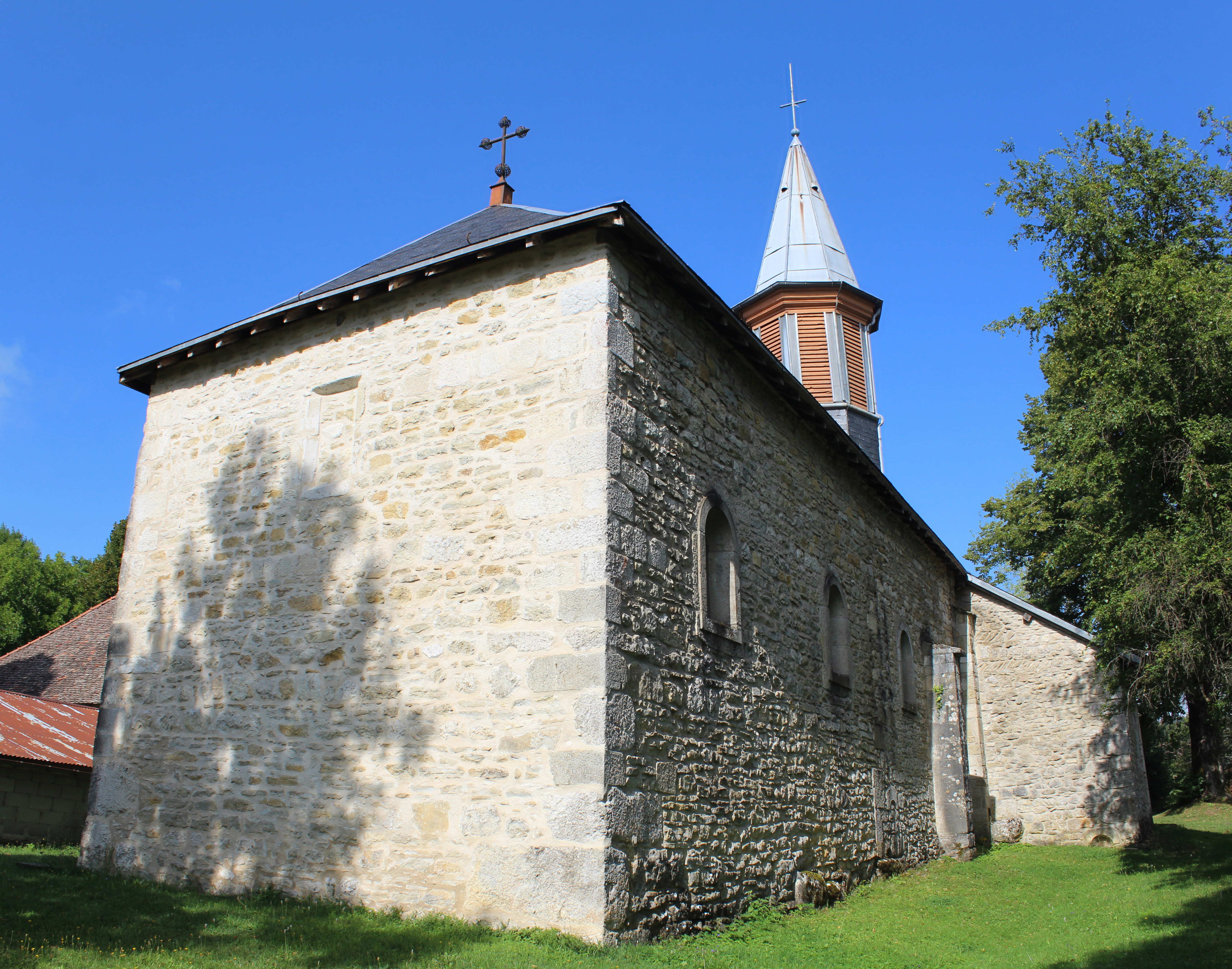
Kirche Saint-Antoine
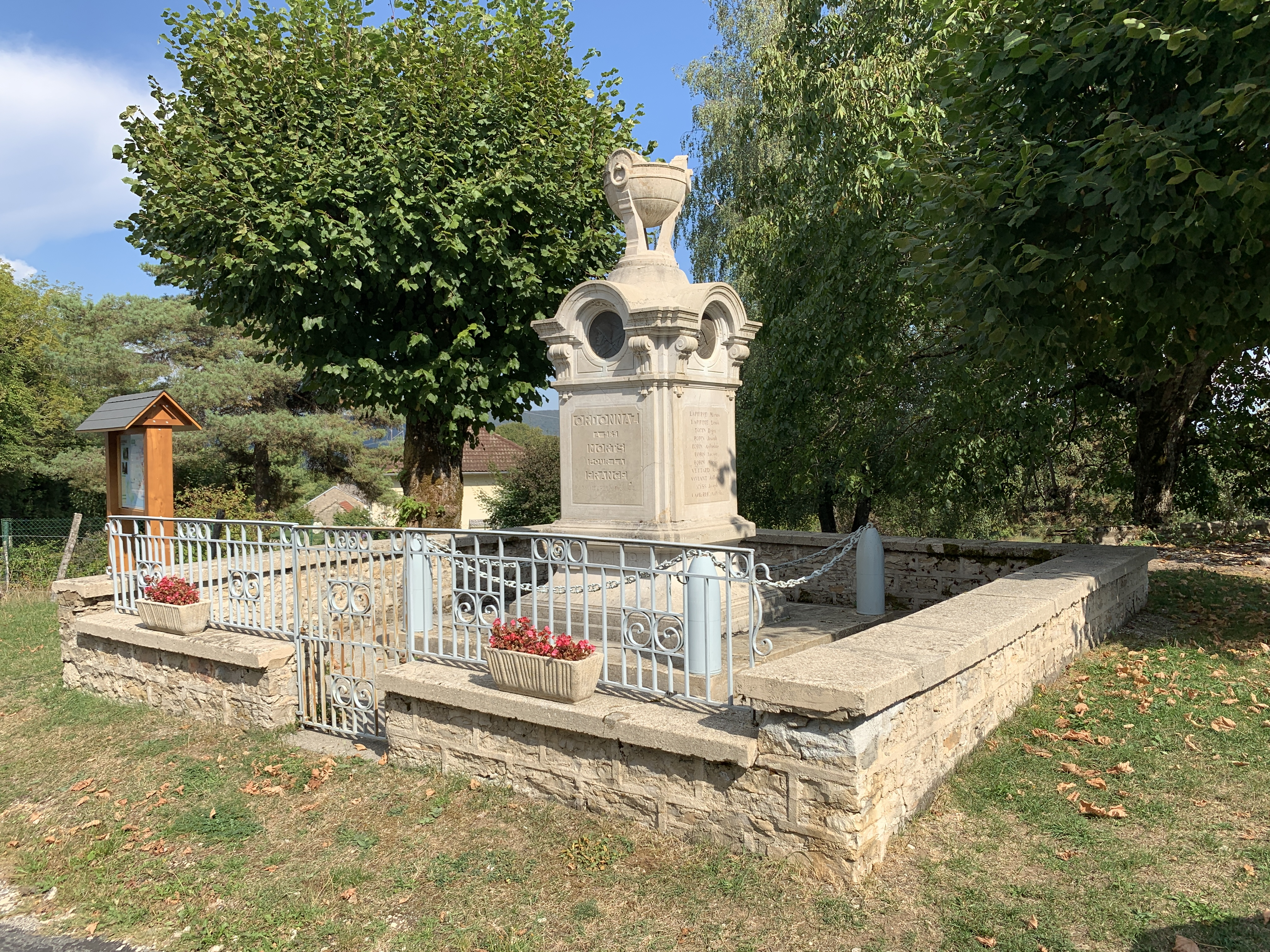
Gefallenendenkmal

- Kirche Saint-Antoine
- Gefallenendenkmal